# Lotta greco-romana ai Giochi della XV Olimpiade - Pesi gallo
La competizione della categoria pesi gallo (fino a 57 kg) di lotta greco-romana
dei Giochi della XV Olimpiade si è svolta dal 24 al 27 luglio 1952 al Töölö Sports Hall di Helsinki.

## Formato
Ad ogni incontro venivano assegnate le seguenti penalità:
- 0 = Al vincitore per schienata
- 1 = Al vincitore per decisione (verdetto di tre giudici)
- 3 = Allo sconfitto

Con cinque penalità o più il lottatore veniva eliminato.
I tre lottatori rimasti disputavano un torneo finale con i risultati acquisiti nel precedenti turni.

## Risultati
| Legenda                                  | Legenda |
| ---------------------------------------- | ------- |
| Lottatore con 5 penalità o più Eliminato |         |

### 1º Turno
Si è disputato il 24 luglio.
| Vincitore         | Pen. | Risultato | Sconfitto                | Pen. |
| ----------------- | ---- | --------- | ------------------------ | ---- |
| Norbert Kohler    | 0    | Schienata | Osvaldo Johnston         | 3    |
| Pietro Lombardi   | 1    | 2:1       | Hubert Persson           | 3    |
| Artëm Terjan      | 0    | Schienata | Rudolf Toboła            | 3    |
| Kemal Demirsüren  | 0    | Schienata | Leo Cortsen              | 3    |
| Zakaria Chihab    | 1    | 3:0       | Ion Popescu              | 3    |
| Arvo Kyllönen     | 0    | Schienata | Maurice Faure            | 3    |
| Imre Hódos        | 1    | 3:0       | Mahmoud Hassan           | 3    |
| Reidar Merli      | 1    | 3:0       | Sotirios Panagiotopoulos | 3    |
| Ferdinand Schmitz | 0    | Esentato  |                          |      |

### 2º Turno
Si è disputato il 25 luglio.
| Vincitore         | Pen. | Risultato | Sconfitto                | Pen. |
| ----------------- | ---- | --------- | ------------------------ | ---- |
| Ferdinand Schmitz | 0    | Schienata | Norbert Kohler           | 3    |
| Hubert Persson    | 3    | Schienata | Osvaldo Johnston         | 6    |
| Pietro Lombardi   | 2    | 3:0       | Rudolf Toboła            | 6    |
| Artëm Terjan      | 1    | 3:0       | Kemal Demirsüren         | 3    |
| Ion Popescu       | 4    | 2:1       | Leo Cortsen              | 6    |
| Zakaria Chihab    | 2    | 2:1       | Maurice Faure            | 6    |
| Imre Hódos        | 2    | 2-1       | Arvo Kyllönen            | 3    |
| Reidar Merli      | 1    | Esentato  |                          |      |
|                   |      | Ritirato  | Mahmoud Hassan           | -    |
|                   |      | Ritirato  | Sotirios Panagiotopoulos | -    |

### 3º Turno
Si è disputato il 26 luglio.
| Vincitore      | Pen. | Risultato | Sconfitto         | Pen. |
| -------------- | ---- | --------- | ----------------- | ---- |
| Reidar Merli   | 2    | 3:0       | Ferdinand Schmitz | 3    |
| Hubert Persson | 4    | 3:0       | Norbert Kohler    | 6    |
| Artëm Terjan   | 2    | 3:0       | Pietro Lombardi   | 5    |
| Ion Popescu    | 4    | Schienata | Kemal Demirsüren  | 6    |
| Zakaria Chihab | 3    | 3:0       | Arvo Kyllönen     | 6    |
| Imre Hódos     | 2    | Esentato  |                   |      |

### 4º Turno
Si è disputato il 26 luglio.
| Vincitore      | Pen. | Risultato | Sconfitto         | Pen. |
| -------------- | ---- | --------- | ----------------- | ---- |
| Imre Hódos     | 3    | 3:0       | Reidar Merli      | 5    |
| Hubert Persson | 4    | Schienata | Ferdinand Schmitz | 6    |
| Artëm Terjan   | 3    | 3:0       | Ion Popescu       | 7    |
| Zakaria Chihab | 3    | Esentato  |                   |      |

### 5º Turno
Si è disputato il 27 luglio.
| Vincitore    | Pen. | Risultato | Sconfitto      | Pen. |
| ------------ | ---- | --------- | -------------- | ---- |
| Imre Hódos   | 4    | 2-1       | Zakaria Chihab | 6    |
| Artëm Terjan | 4    | 3:0       | Hubert Persson | 7    |

### Turno finale
Si è disputato il 27 luglio.
| Vincitore      | Pen. | Risultato | Sconfitto      | Pen. |
| -------------- | ---- | --------- | -------------- | ---- |
| Imre Hódos     | 4    | 2:1       | Zakaria Chihab | 6    |
| Zakaria Chihab | 7    | 2:1       | Artëm Terjan   | 7    |
| Artëm Terjan   | 8    | 3:0       | Imre Hódos     | 7    |

1. ↑  Già disputato nel 5º turno.

## Classifica finale
| Pos.    | Atleta                   | Nazione          | V.S.    |
| ------- | ------------------------ | ---------------- | ------- |
| Oro     | Imre Hódos               | Ungheria         | 1-1 (7) |
| Argento | Zakaria Chihab           | Libano           | 1-1 (7) |
| Bronzo  | Artëm Terjan             | Unione Sovietica | 1-1 (8) |
| 4       | Hubert Persson           | Svezia           |         |
| 5       | Reidar Merli             | Norvegia         |         |
| 6       | Ferdinand Schmitz        | Germania         |         |
| 7       | Ion Popescu              | Romania          |         |
| 8       | Arvo Kyllönen            | Finlandia        |         |
| 8       | Pietro Lombardi          | Italia           |         |
| 10      | Norbert Kohler           | Saar             |         |
| 10      | Kemal Demirsüren         | Turchia          |         |
| 12      | Leo Cortsen              | Danimarca        |         |
| 12      | Maurice Faure            | Francia          |         |
| 14      | Osvaldo Johnston         | Guatemala        |         |
| 14      | Rudolf Toboła            | Polonia          |         |
| 16      | Mahmoud Hassan           | Egitto           |         |
| 16      | Sotirios Panagiotopoulos | Grecia           |         |